# Marylebone Road

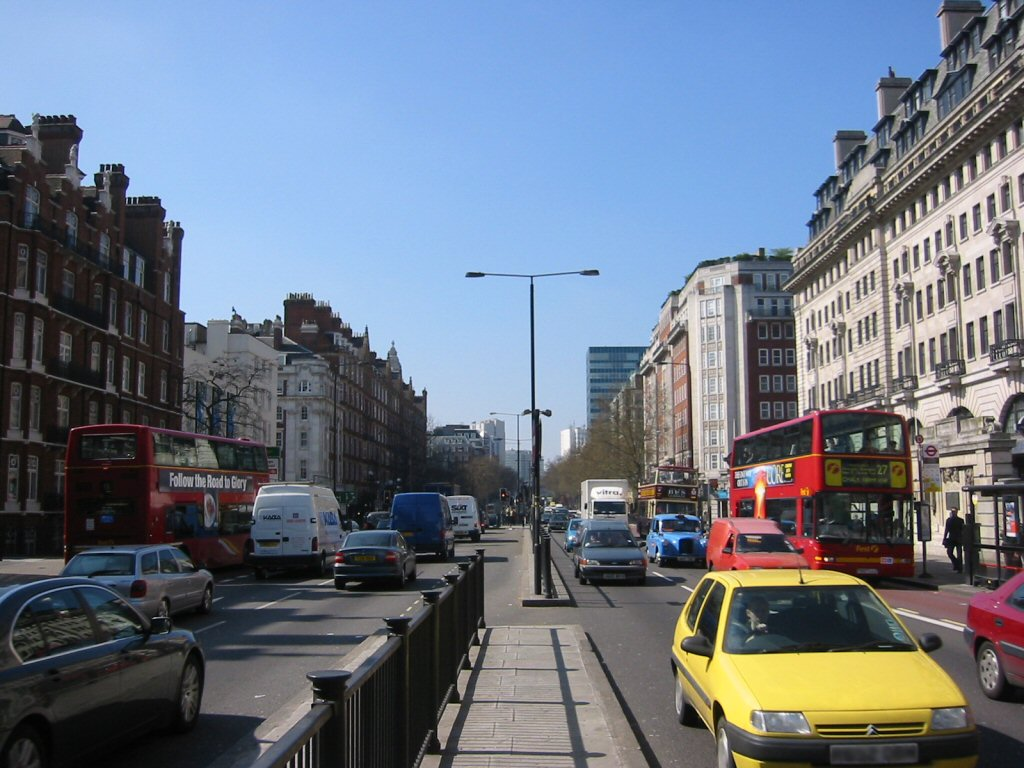
Marylebone Road, London, sett västerut mot korsningen med Baker Street.

Marylebone Road (engelskt uttal: [mɑːrlɪbən]) är en gata i centrala London, inom staden Westminster. Den går öst-väst från Euston Road vid Regent's Park till A40 Westway vid Paddington. Den trefiliga vägen är en del av London Inner Ring Road och utgör som sådan en del av gränsen för den zon inom vilken Londons trängselavgift tillämpas.
Som en del av ringvägen och en led till A40 (och därmed motorväg M40) (västerut) och motorvägarna A5 och M1 (norrut), reser många på väg till Midlands och norra England på denna väg. Vägen är ofta kraftigt trafikerad, och bilköer kan förekomma.

## Historia
Byggandet av New Road, som den ursprungligen kallades, började 1756 längs den norra kanten av det då bebyggda området. År 1857 ändrades vägens namn från New Road, då den delades in i sektioner från väster till öster. Vägen delades då in i Marylebone Road, Euston Road och Pentonville Road.
Namnet Marylebone härstammar från en kyrka, kallad "St Marys", som byggdes på stranden av en liten bäck eller "bourne", i ett område uppkallat efter bäcken Tyburn. Kyrkan och det omgivande området blev senare känt som St Mary vid Bourne, som med tiden förkortades till sin nuvarande form Marylebone. Den nuvarande St Marylebone Parish Church ligger söder om Marylebone Road, mittemot Royal Academy of Music och vid slutet av Marylebone High Street.
Korsningen Marylebone Road och Baker Street var historiskt känd som Marylebone Circus, som fortfarande är dess inofficiella namn.

## Turism
En av Londons främsta turistattraktioner, Madame Tussauds, ligger på Marylebone Road. Här ligger även Royal Academy of Music och det tidigare "Great Central Hotel", nu omdöpt till The Landmark London.

## Transport

### Huvudstationer
- Marylebone
- Paddington

### Tunnelbanestationer
- Edgware Road (Bakerloo Line)
- Edgware Road (Circle, District and Hammersmith &amp; City Lines)
- Marylebone
- Paddington
- Baker Street
- Regent's Park
- Great Portland Street

### Bussar
Busslinjerna 18, 27, 30, 74, 205 och 453 går längs med hela, eller delar av vägen.